# یزدگرد باوندی
یزدگرد اسپهبد باوندیان میان سال‌های ۱۲۷۱ تا ۱۲۹۸ میلادی بود. او از عموزادگان علی دوم باوندی بود که به جانشینی او رسید.

## زندگی‌نامه
یزدگرد پسر شهریار، برادر اردشیر دوم باوندی، بود. او در دوران سلطنتش تحت لوای ایلخانان، که خود در جنگ داخلی بودند، قرار داشت. او بیشتر برای ساخت مدارس در پایتختش، آمل، معروف است. یزدگرد در سال ۱۲۹۸ درگذشت و فرزندش، شهریار پنجم، بر تخت نشست.